# Alpujarra (Spanien)

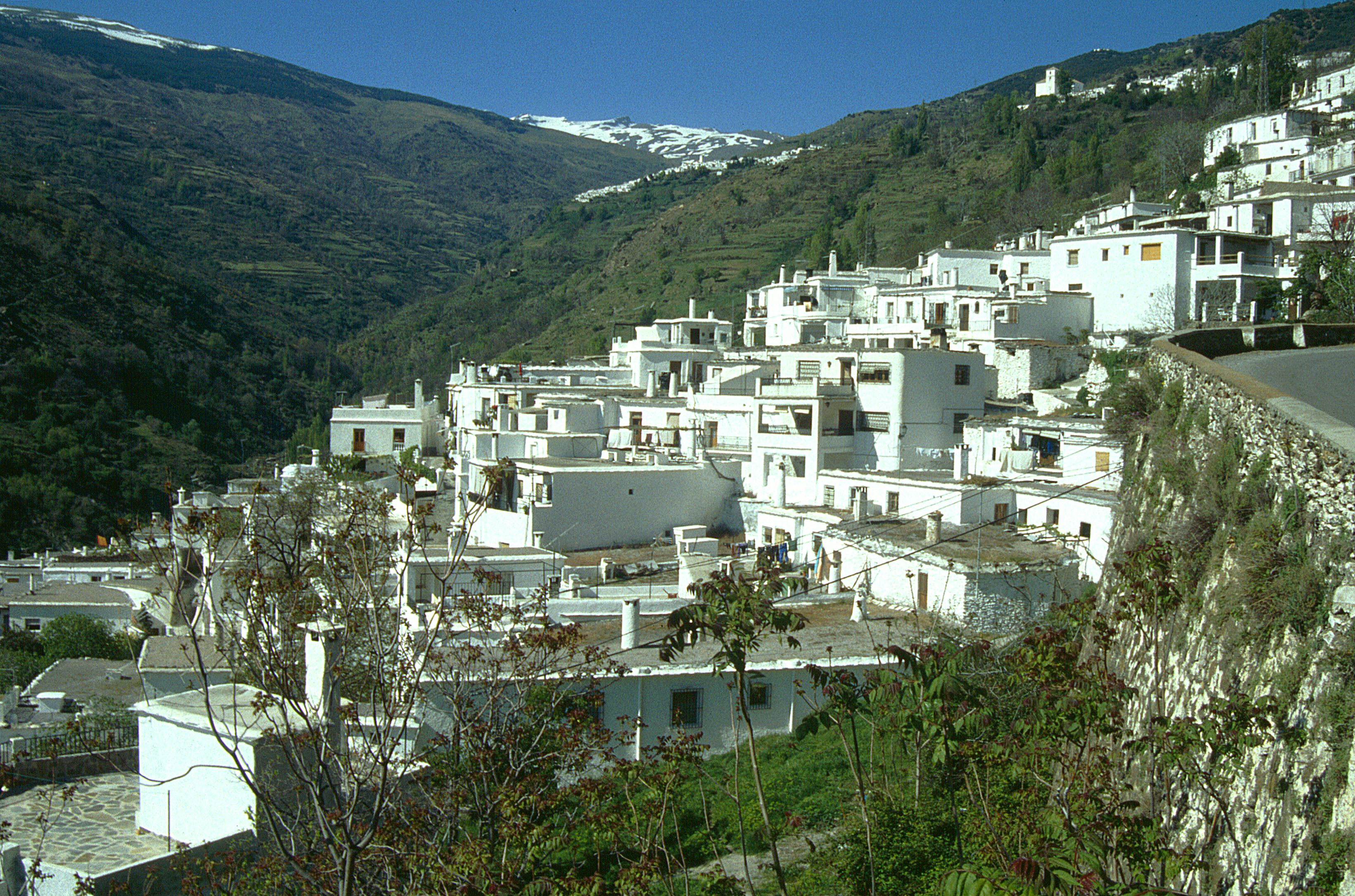
Capileira.

Alpujarra (La Alpujarra, ibland Las Alpujarras) är ett område i provinserna Granada och Almería, sydöstra Spanien, som sträcker sig utmed Sierra Nevadas sydsluttning. Några av de större orterna är Lanjarón, Órgiva, Ugíjar, Laujar de Andarax och Berja. En särställning har Trevélez som ligger 1 476 meter över havet och är en av Spaniens högst belägna byar.
Namnet kommer troligen av det arabiska al busherat (gräsland, ängsmark). Alpujarra var under den arabiska tiden (se Spaniens historia) centrum för landets silkesproduktion. Området fungerade efter Emiratet av Granadas fall som fristad (eller reservat) för den arabiska befolkningen. Efter en större revolt fördrevs araberna.

## Natur
Regionen består huvudsakligen av ett antal dalar och raviner som går ner från Sierra Nevadas bergstoppar, i norr till regionens stora dalgång som ligger i öst-västlig riktning och bildas av avrinningsområdena för floderna Guadalfeos  i Granada och Andarax i Almeria. I söder ligger Sierra de Lújar, Sierra de la Contraviesa och Sierra de Gádor med raviner som går ner från bergen till Medelhavet.
Tack vare sitt milda klimat, kombinerat med en stabil vattenförsörjning från floderna som går ner från Sierra Nevada, är dalarna i Alpujarra mycket bördiga, men på grund av områdets karaktär kan odling bara ske på små ytor, varför moderna jordbruksmetoder normalt inte är lönsamma. Växtligheten är frodig med fruktträd, såsom apelsin, citron, kakiplommon, äpple, kastanj, mandel och vindruvor. Den östra delen av Alpujarra, i provinsen Almería, är liksom de södra bergssidorna mer torra.